# Noyal
Noyal (bretonisch: Noual-Pentevr) ist eine französische Gemeinde mit 981 Einwohnern (Stand: 1. Januar 2022) im Département Côtes-d’Armor in der Region Bretagne. Die Bewohner werden Noyalais und Noyalaises genannt.

## Nachbargemeinden
Umgeben wird Noyal von den Gemeinden Lamballe-Armor mit Lamballe im Norden, Saint-Rieul im Südosten und Plestan im Süden.

## Bevölkerungsentwicklung
| 1962 | 1968 | 1975 | 1982 | 1990 | 1999 | 2008 | 2012 | 2020 |
| 443  | 463  | 508  | 616  | 754  | 770  | 820  | 946  | 956  |

## Baudenkmäler
Siehe: Liste der Monuments historiques in Noyal

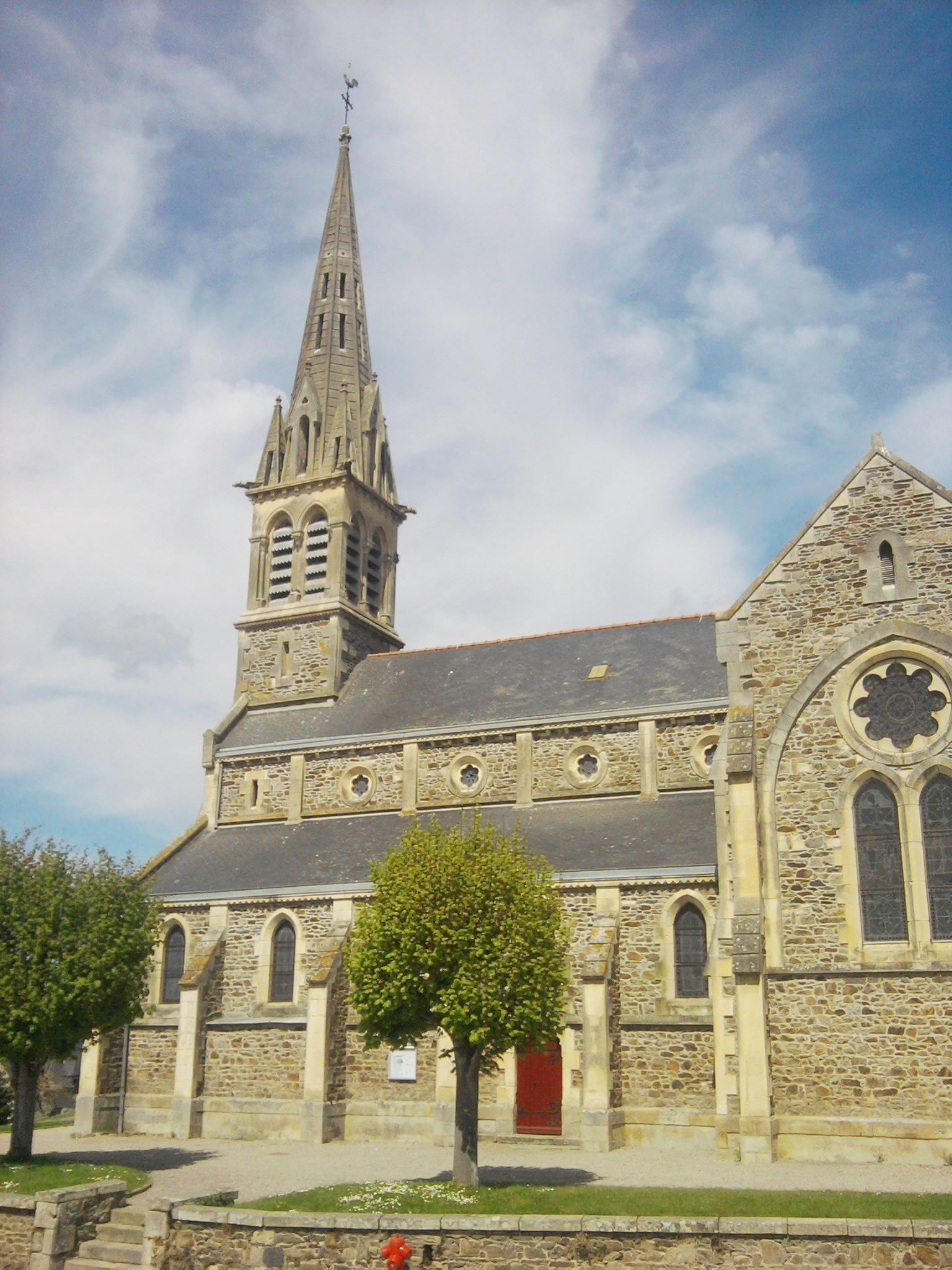
Kirche Saint-Sébastien
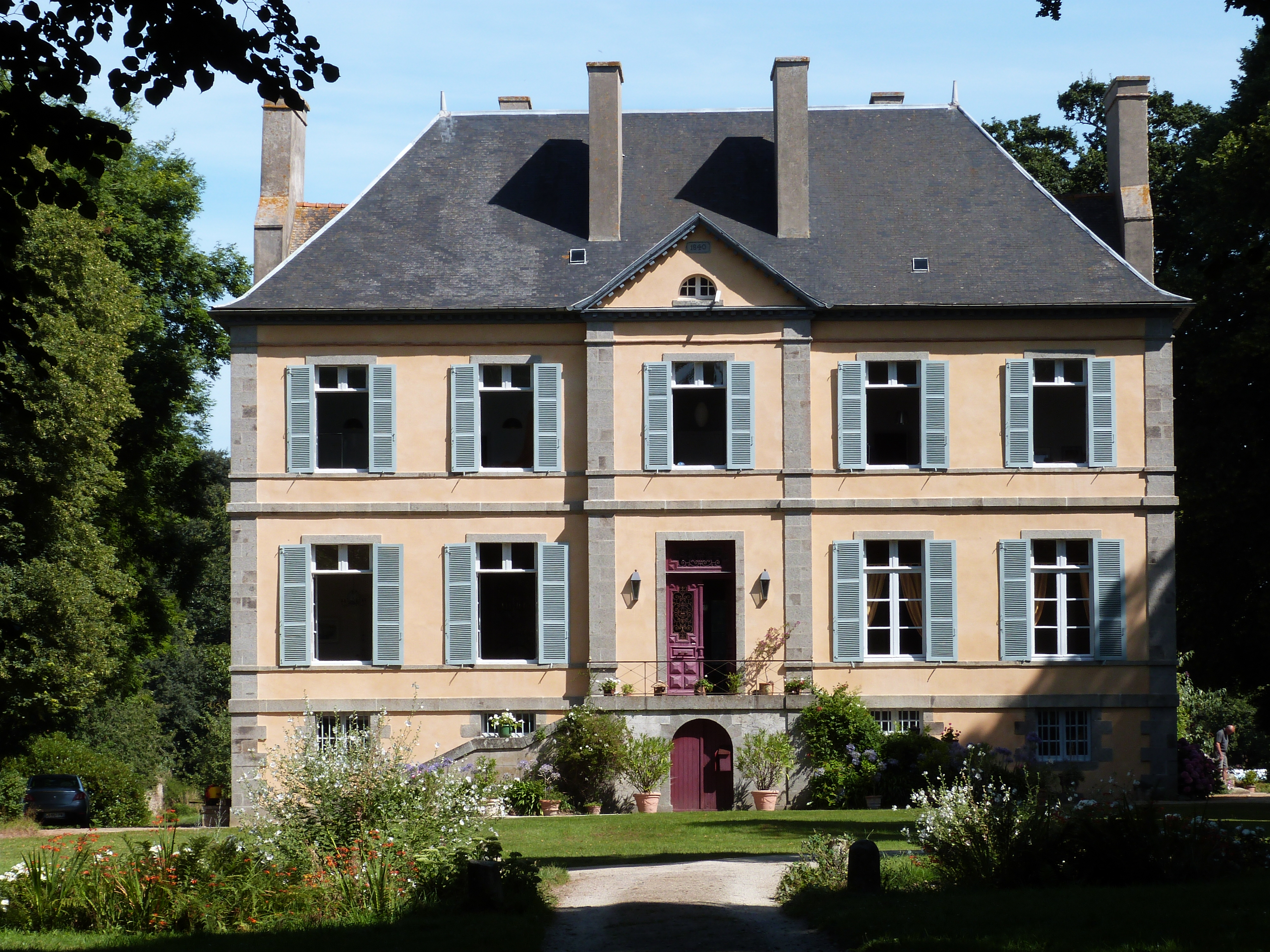
Schloss Les Portes
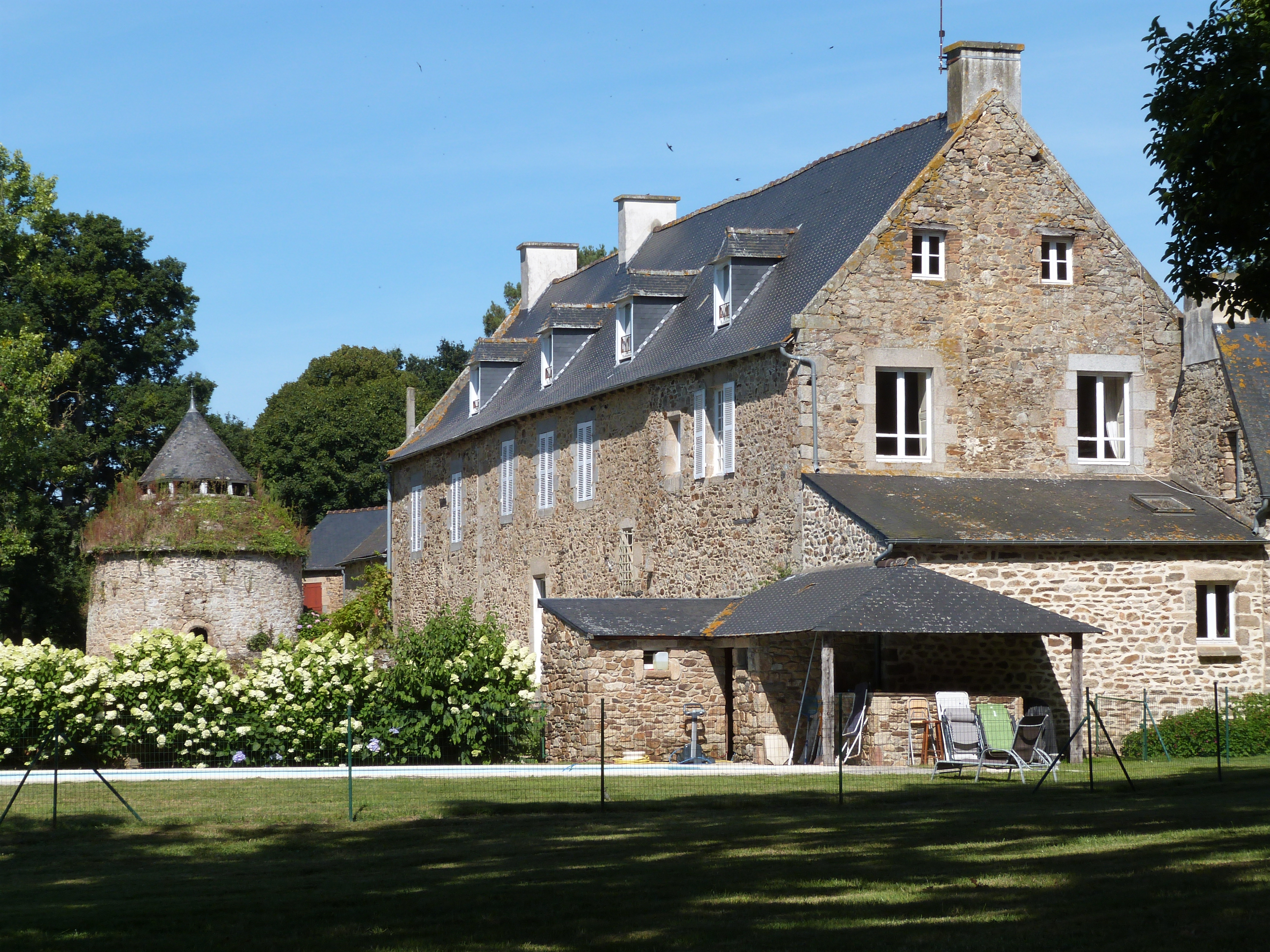
Schloss La Roche-Goyon

- Kirche Saint-Sébastien
- Schloss Les Portes
- Schloss La Roche-Goyon